# لیندسی هارتلی
 لیندسی هارتلی (انگلیسی: Lindsay Hartley؛ زادهٔ ۱۷ آوریل ۱۹۷۸) یک هنرپیشه اهل ایالات متحده آمریکا است. وی از سال ۱۹۹۹ میلادی تاکنون مشغول فعالیت بوده‌است.